# 모에케치 마조로
모에케치 마조로(영어: Moeketsi Majoro, 1961년 11월 3일~)는 레소토의 경제학자이자 정치인으로 2020년 5월부터 레소토의 제6대 총리를 역임했다. 2017년부터 2020년까지 톰 타바네 내각에서 재무장관을 지냈다. 마조로는 2017년 당선된 이후 국회에서 테사네 선거구 33번을 대표하고 있다. 2013년부터 2015년까지 상원의원과 개발기획부 장관을 지냈다. 마조로는 전바소토회의(ABC)의 회원이다.

## 어린 시절 및 교육
모에케치 마조로는 1961년 11월 3일 바수톨란드의 레리베구 시코아네에서 태어났다. 그는 레소토 국립 대학교에서 경제학 학사 학위를 취득했고, 워싱턴 주립 대학교에서 자연자원 경제학 박사 및 농업 경제학 석사 학위를 취득했다.

## 경력
마조로는 1991년부터 2000년까지 레소토 국립 대학교에서 경제학을 강의했다. 2000년 재정분석관으로 재경부에 입사해 근무하다 2004년 수석비서관으로 승진했다. 2008년부터 2012년까지 국제 통화 기금(IMF)의 아프리카 제1그룹 선거구에서 집행위원과 대체 집행위원장을 지냈다.
2013년 1월, 마조로는 톰 타바네 총리로부터 개발 계획부 장관으로 임명되었다. 그는 일찍이 상원의원으로 임명되었다. 정부는 2015년 총선에서 낙선했다. 2017년 총선에서 테사네 선거구 제33호 국회의원으로 당선되었다. 타바네는 총리로서 돌아와 그를 재무부 장관으로 임명하였다.
2020년 타바네는 전처 살해 사건에 연루되어 사임 압력을 받았다. 2020년 3월 22일, 국회 ABC 그룹은 46표 중 26표를 얻어 마조로를 타바네의 후임으로 선출했다.

### 수상 임기
2020년 5월 12일, 타바네가 의회 다수당 지위를 잃은 후, 마조로는 차기 총리로 선출되었다. 타바네는 5월 18일 사임을 발표하였고, 다음날 사임이 발효되었다. 마조로는 5월 20일 총리로 취임했다. 그는 다음 날 마티벨리 모하투 민주당 하원의장을 자신의 부대표로 포함한 내각을 발표했다. 주로 ABC와 DC 의원으로 구성되어 있으며 내각에 다른 야당 지도부가 소속되어 있다. 마조로는 6월 12일 남아프리카 공화국을 방문하여 시릴 라마포사 대통령을 만났다.

## 개인 생활
마조로는 마세코알라네 마무사 란켈레페와 결혼했다. 그 부부에게는 두 명의 자녀가 있다.